# Remoncourt (Vosges)
Pour les articles homonymes, voir Remoncourt.
Remoncourt est une commune française située dans le département des Vosges en région Grand Est.
Ses habitants sont appelés les Remoncourtois et les Remoncourtoises.

## Géographie

### Localisation
Remoncourt est une commune rurale de 620 habitants (au 01/01/2016) entre Vittel et Mirecourt, traversée par la Saule, un affluent gauche du Madon.
| Domjulien                   | Estrennes Domèvre-sous-Montfort | Rozerotte    |
| La Neuveville-sous-Montfort | Remoncourt                      |              |
| Hareville                   | Esley Monthureux-le-Sec         | Valfroicourt |

### Sismicité
Commune située dans une zone 2 de sismicité faible.

### Hydrographie et les eaux souterraines
Hydrogéologie et climatologie : Système d’information pour la gestion des eaux souterraines du bassin Rhin-Meuse :
Territoire communal : Occupation du sol (Corinne Land Cover); Cours d'eau (BD Carthage),
Géologie : Carte géologique; Coupes géologiques et techniques,
 Hydrogéologie : Masses d'eau souterraine; BD Lisa; Cartes piézométriques.

#### Réseau hydrographique
La commune est située dans le bassin versant du Rhin au sein du bassin Rhin-Meuse. Elle est drainée par la ruisseau la Saule, le ruisseau l'Eau de la Ville, le ruisseau du Potcuit, le ruisseau de Braumont et le ruisseau la Prele,.
La ruisseau la Saule, d'une longueur totale de 14 km, prend sa source dans la commune de La Neuveville-sous-Montfort et se jette dans le Madon à Mattaincourt, après avoir traversé six communes.

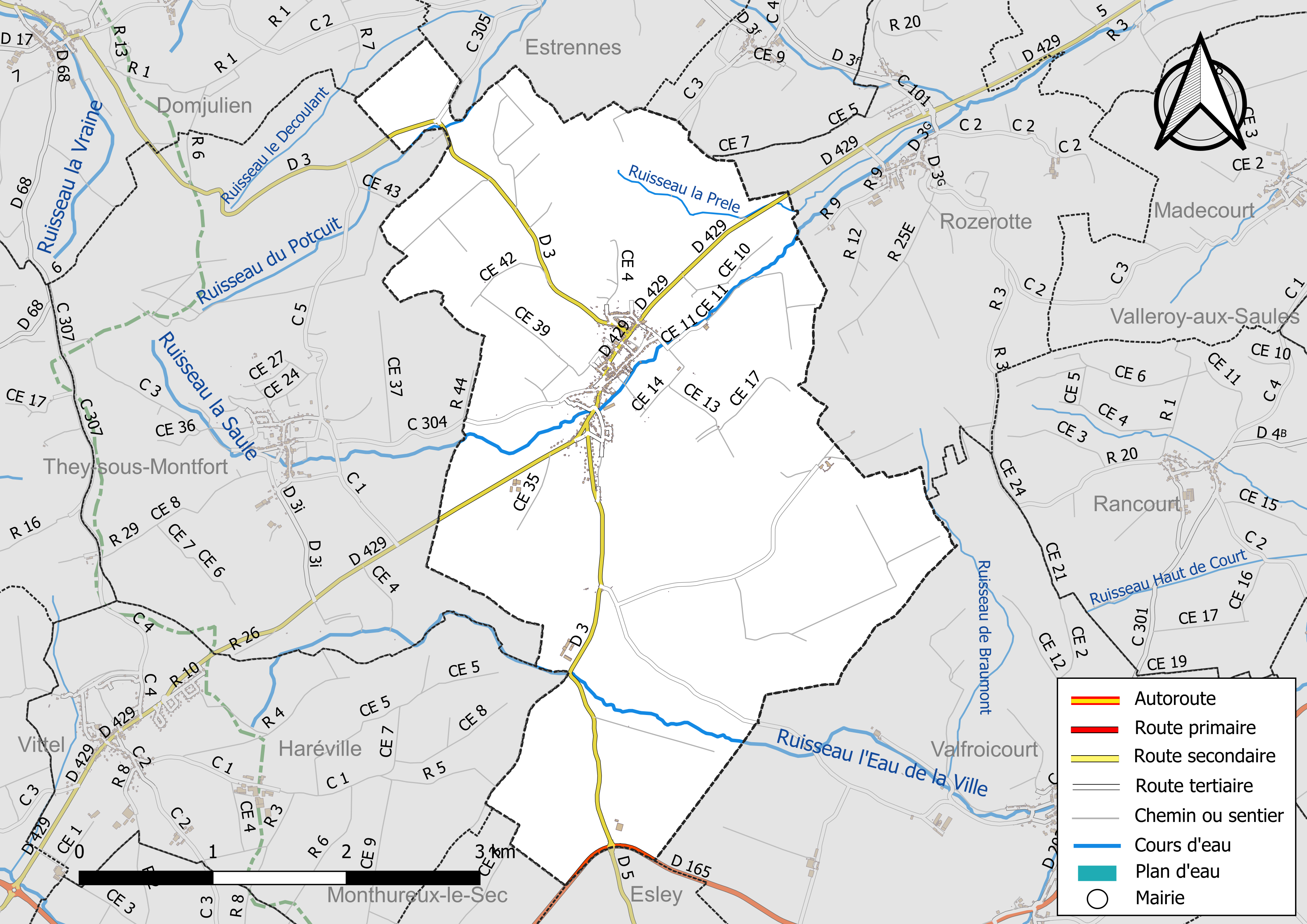
Réseaux hydrographique et routier de Remoncourt.

Le ruisseau l'Eau de la Ville, d'une longueur totale de 12,1 km, prend sa source dans la commune de Haréville et se jette dans le Madon à Bainville-aux-Saules, après avoir traversé cinq communes.

#### Gestion et qualité des eaux
Le territoire communal est couvert par le schéma d'aménagement et de gestion des eaux (SAGE) « Nappe des Grès du Trias Inférieur ». Ce document de planification, dont le territoire comprend le périmètre de la zone de répartition des eaux de la nappe des Grès du trias inférieur (GTI), d'une superficie de 1 497 km2,  est en cours d'élaboration. L’objectif poursuivi est de stabiliser les niveaux piézométriques de la nappe des GTI et atteindre l'équilibre entre les prélèvements et la capacité de recharge de la nappe. Il doit être cohérent avec les objectifs de qualité définis dans les SDAGE Rhin-Meuse et Rhône-Méditerranée. La structure porteuse de l'élaboration et de la mise en œuvre est le conseil départemental des Vosges.
La qualité des eaux de baignade et des cours d’eau peut être consultée sur un site dédié géré par les agences de l’eau et l’Agence française pour la biodiversité. 

### Climat
Pour des articles plus généraux, voir Climat du Grand Est et Climat des Vosges.
En 2010, le climat de la commune est de type climat des marges montargnardes, selon une étude du Centre national de la recherche scientifique s'appuyant sur une série de données couvrant la période 1971-2000. En 2020, Météo-France publie une typologie des climats de la France métropolitaine dans laquelle la commune est dans une zone de transition entre le climat océanique altéré et le climat océanique altéré et est dans la région climatique  Lorraine, plateau de Langres, Morvan, caractérisée par un hiver rude (1,5 °C), des vents modérés et des brouillards fréquents en automne et hiver. 
Pour la période 1971-2000, la température annuelle moyenne est de 9,7 °C, avec une amplitude thermique annuelle de 16,9 °C. Le cumul annuel moyen de précipitations est de 923 mm, avec 12,7 jours de précipitations en janvier et 9,6 jours en juillet. Pour la période 1991-2020, la température moyenne annuelle observée sur la station météorologique de Météo-France la plus proche, « Lignéville », sur la commune de Lignéville à 10 km à vol d'oiseau, est de 10,3 °C et le cumul annuel moyen de précipitations est de 856,3 mm. 
La température maximale relevée sur cette station est de 38,7 °C, atteinte le 25 juillet 2019 ; la température minimale est de −17,5 °C, atteinte le 20 décembre 2009,,. 
Les paramètres climatiques de la commune ont été estimés pour le milieu du siècle (2041-2070) selon différents scénarios d'émission de gaz à effet de serre à partir des nouvelles projections climatiques de référence DRIAS-2020. Ils sont consultables sur un site dédié publié par Météo-France en novembre 2022.

## Urbanisme

### Typologie
Au 1er janvier 2024, Remoncourt est catégorisée commune rurale à habitat dispersé, selon la nouvelle grille communale de densité à sept niveaux définie par l'Insee en 2022.
Elle est située hors unité urbaine. Par ailleurs la commune fait partie de l'aire d'attraction de Vittel - Contrexéville, dont elle est une commune de la couronne,. Cette aire, qui regroupe 72 communes, est catégorisée dans les aires de moins de 50 000 habitants,.

### Occupation des sols
L'occupation des sols de la commune, telle qu'elle ressort de la base de données européenne d’occupation biophysique des sols Corine Land Cover (CLC), est marquée par l'importance des territoires agricoles (69,8 % en 2018), une proportion identique à celle de 1990 (69,8 %). La répartition détaillée en 2018 est la suivante : 
terres arables (35,4 %), prairies (34,4 %), forêts (26,8 %), zones urbanisées (3,4 %). L'évolution de l’occupation des sols de la commune et de ses infrastructures peut être observée sur les différentes représentations cartographiques du territoire : la carte de Cassini (XVIIIe siècle), la carte d'état-major (1820-1866) et les cartes ou photos aériennes de l'IGN pour la période actuelle (1950 à aujourd'hui).

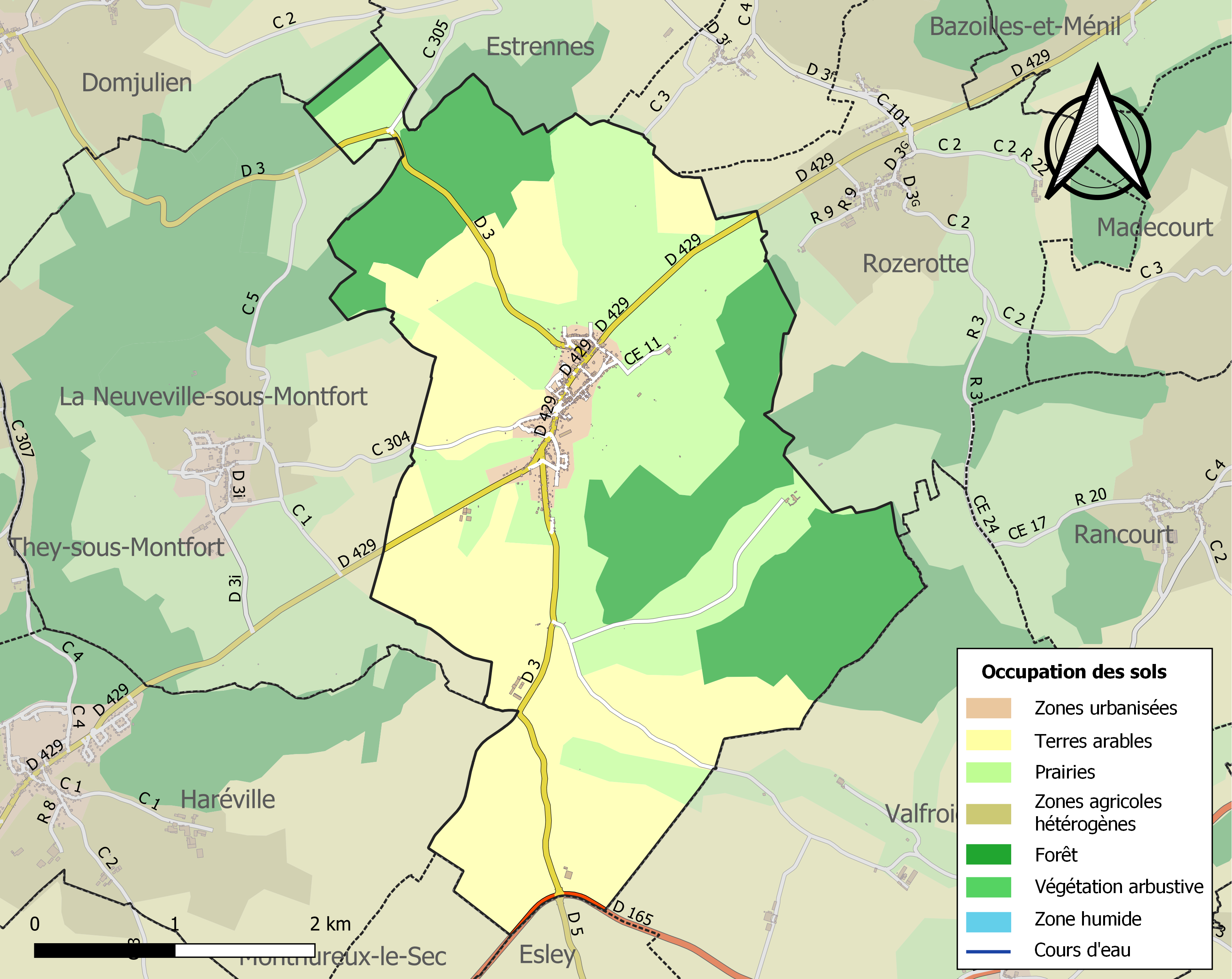
Carte des infrastructures et de l'occupation des sols de la commune en 2018 (CLC).

### Voies de communications et transports

#### Voies routières
- Autoroute A31 : Échangeurs Bulgnéville, Châtenois.

#### Transports en commun

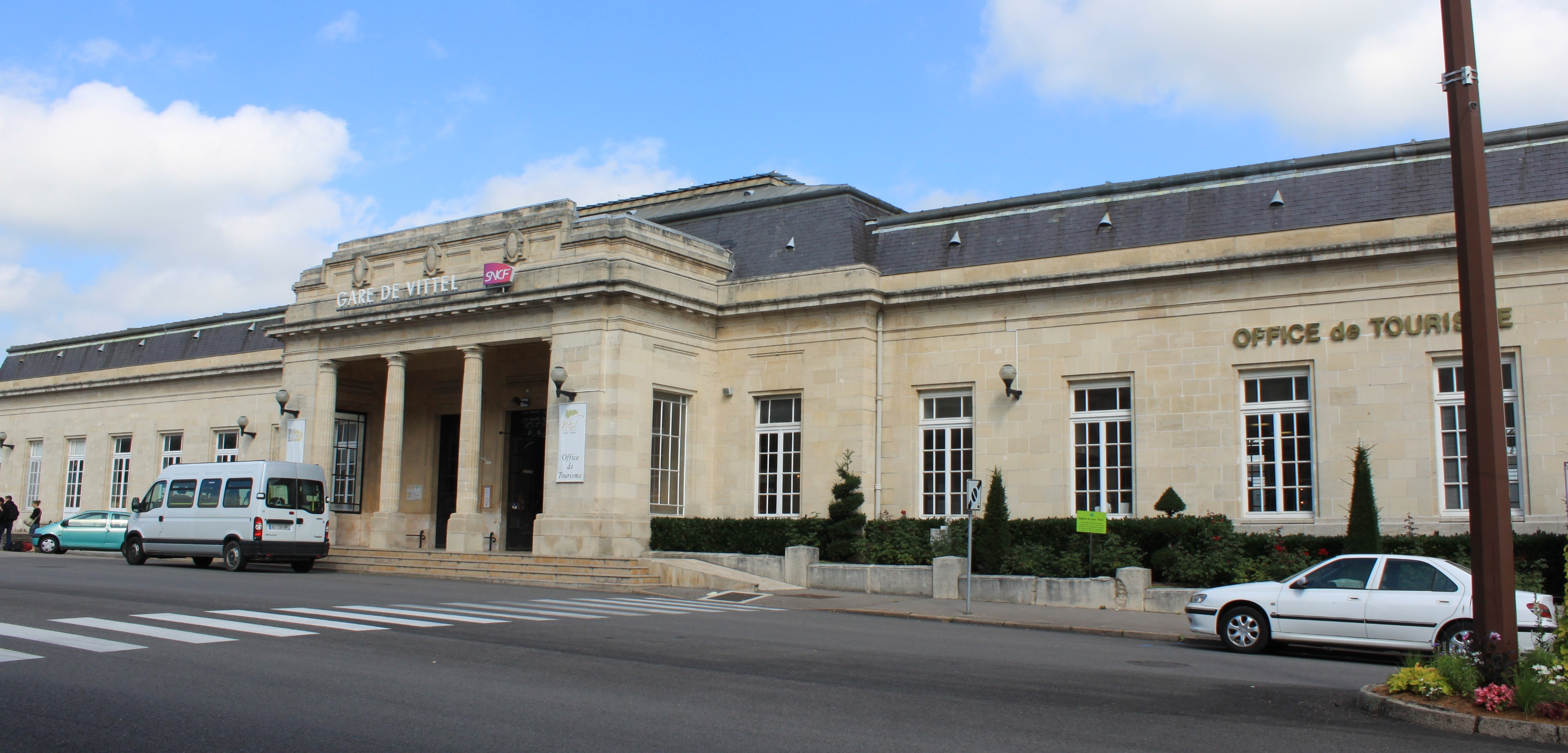
Gare de Vittel.

- Fluo Grand Est.

#### Lignes SNCF
- Gare de Contrexéville
- Gare de Vittel
- Gare de Neufchâteau
- Gare de Merrey

## Histoire
Sous l'Ancien Régime, Remoncourt était le siège d'une prévôté. Remoncourt aurait été fondé par Romulphe et Romulinde, père et mère de saint Romaric qui fonda Remiremont. Le couple fut inhumé à Remoncourt où il fit l'objet d'une grande vénération. Plus tard, au 17e siècle, quelques-uns de leurs ossements furent donnés à l'église de Remiremont. On a cependant tenu par tradition à Remoncourt, que saint Romulphe et sainte Romulinde reposent encore aujourd'hui dans un caveau creusé au chœur de l'église. Partie intégrante de l'ancien Duché de Lorraine, "Remoncuria" fit acquise en 1247 par le Duc Mathieu qui échangea l'ensemble de ses biens avec Richard de Passavant qui possédait Senonges, Remoncourt et Montfort. En septembre 1488, le Duc René établit au village un marché hebdomadaire ainsi que deux fêtes annuelles.
La commune fut jusqu'en 1720 le chef-lieu d'une prévôté royale. Au canton du Rey se trouvait une ancienne cité thermale exploitée jusqu'au début du XXe siècle. Il y jaillissait une source d'eau ferrugineuse aux propriétés médicinales qui la plaçait au 1er rang parmi les eaux du bassin thermal.
Le finage est traversé par la voie romaine Langres - Strasbourg (son tracé est visible à la ferme de Schamberg). Au sud de la commune (vers Darney) ont été découvertes diverses tombes d'époque mérovingienne.
Le blason de la commune est celui des ducs de Lorraine. 
Remoncourt est libéré le 13 septembre 1944. 

## Lieux et monuments

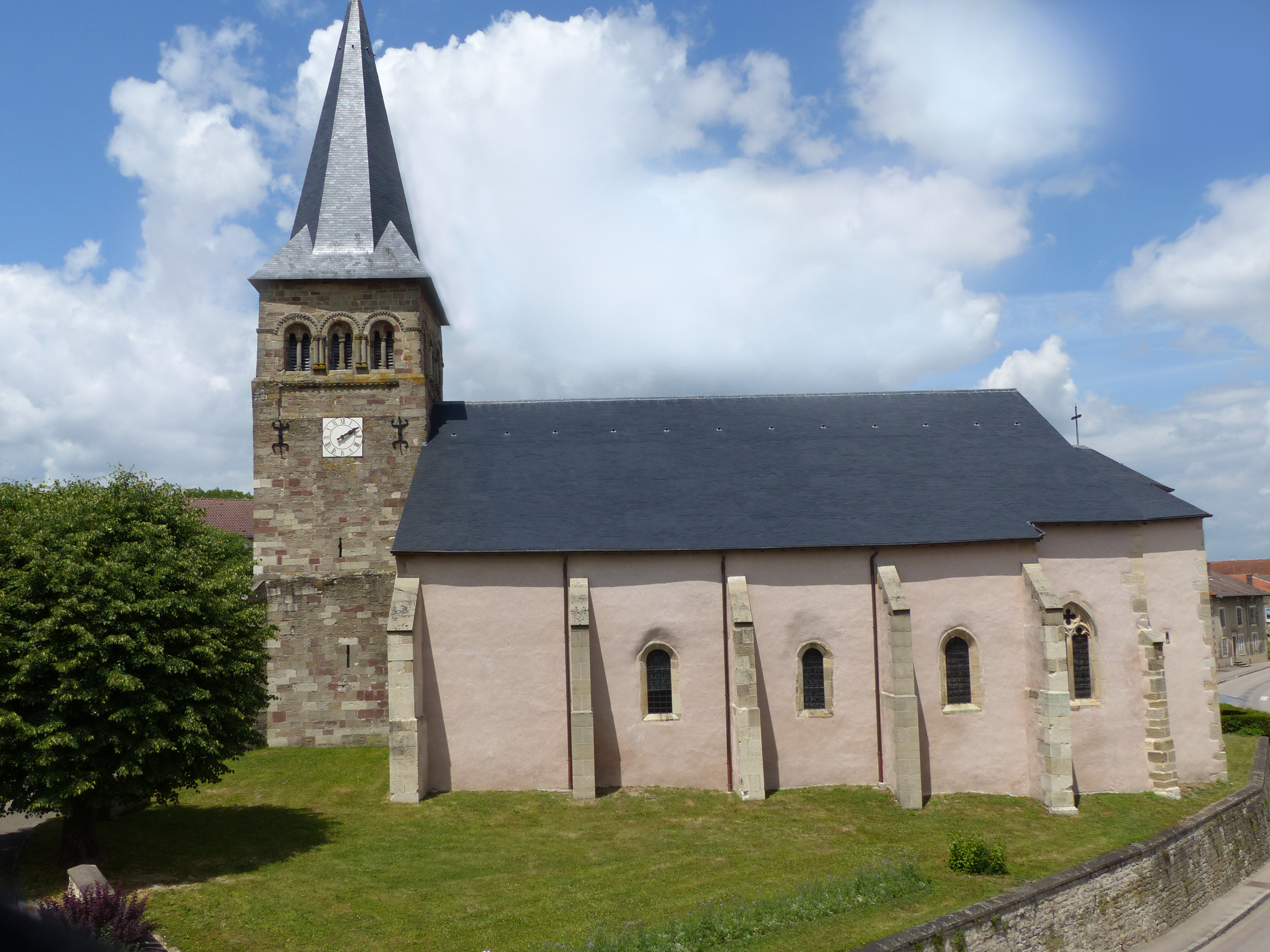
Église Saint-Rémi.
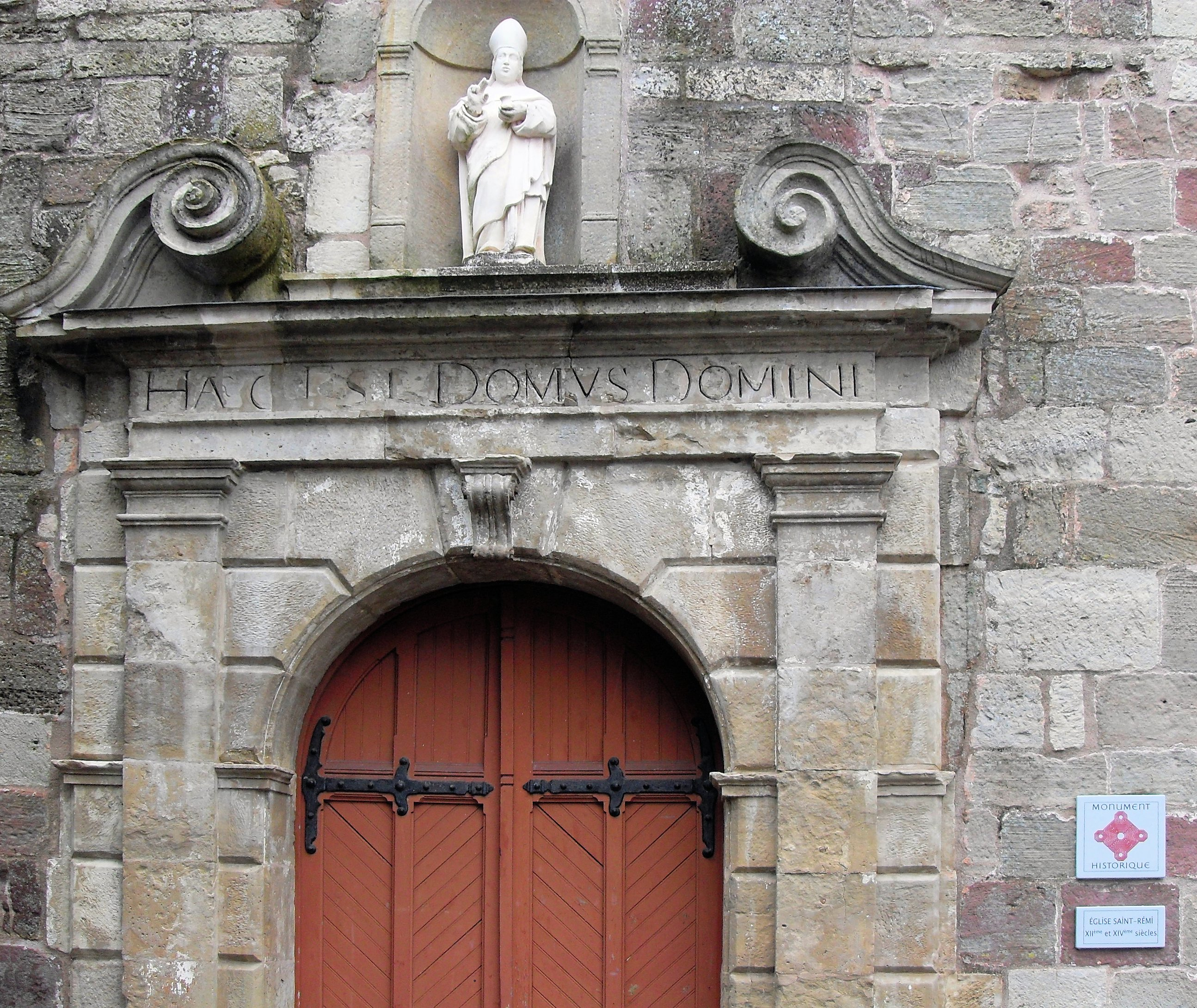
Le portail de l'église Saint-Rémi.
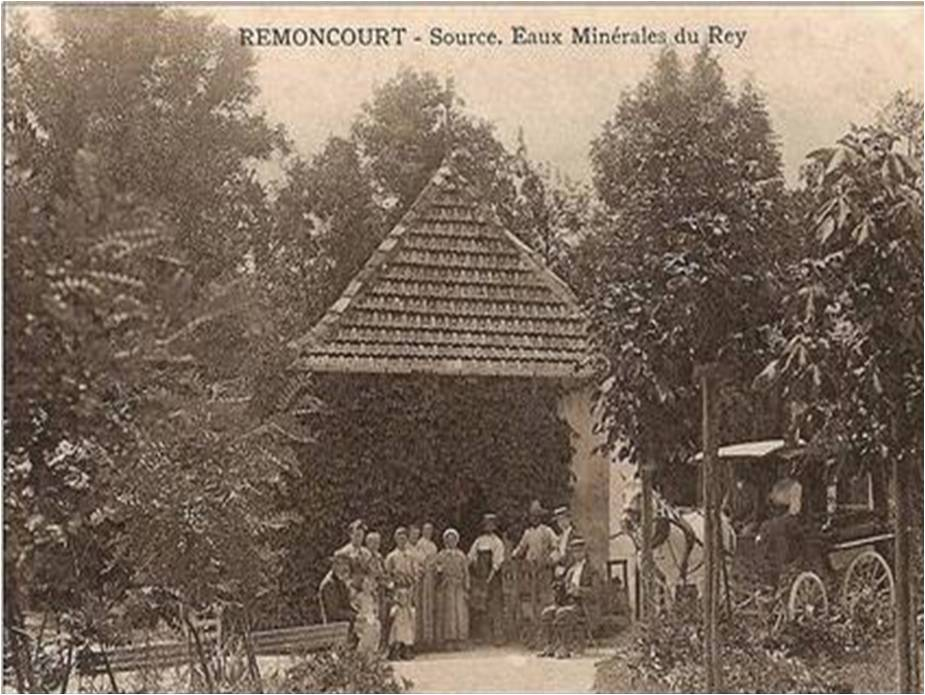
Le pavillon de la source du Rey vers 1900.

- Église Saint-Rémi de Remoncourt[20],[21] Anciennement sous l'occupation de Saint-Hilaire, l'église Saint-Rémi de Remoncourt porte la marque de deux époques : la fin du XIIe pour son clocher et le début XVIe pour le reste de l'édifice. L'abbaye de Remiremont détenait les deux tiers de la dîme et la cure était la collation de la dame secrète, une partie du ban relevait du chapitre sous le nom de ban Saint-Pierre. C'est sans doute avec l'aide du Duc Antoine de Lorraine, dont les armes sont visibles sur une clé de voûte, qu'à été reconstruit l'édifice, semble-t-il détruit par un incendie et dont seule la tour a été conservée. Une seconde clé dans la travée d'avant-chœur précise la date de cette reconstruction 1510. Vers la fin du XVIe ont été ajoutées la sacristie flanquant le chevet, les fenêtres des bas-côtés : les contreforts sont de même époque et le portail de la fin du XVIIe ou du début du XVIIIe siècle. Plan basilical à cinq travées de nef flanquées de bas-côtés et terminées par une abside à trois pans à fenestrage flamboyant : une tour-porche romaen hors-œuvre domine l'ensemble à l'ouest[22].
- L'église est classée au titre des monuments historiques par arrêté du 11 octobre 1990[20].
  - La tour a été restaurée en 2003, et le chœur en 2010.
    - éléments remarquables : 
      - la tour, comparable à celles d'Autreville et de Coussey, où chaque face du beffroi est percée de trois colonnettes et cordons de billettes
      - le mur du bas-côté Sud, tardivement repercé avec des embrasures en encorbellement et d'une épaisseur de deux mètres.
      - l'iconographie des clés de voûte décorant le vaisseau dont deux intéressantes clés pendantes, lune, soleil...
      - l'orgue d'Henri Didier[23] réalisé en 1891[24]
- Le calvaire[25].
- La petite chapelle située ruelle Butelle[26].
- Le pavillon de la source du Rey[27].
- Monuments commémoratifs[28] :
  - Monument aux morts[29] ;
  - Plaque commémorative 1914-1918 dans l'église ;
  - Stèle commémorative du 13 septembre 1944 ;
  - Borne du "serment de Koufra" sur la voie de la 2e DB.

## Politique et administration

### Liste des maires
| Période                                  | Période                       | Identité                   | Étiquette | Qualité |
| ---------------------------------------- | ----------------------------- | -------------------------- | --------- | ------- |
| Les données manquantes sont à compléter. |                               |                            |           |         |
|                                          |                               | Jean Nicolas Bonne         |           |         |
|                                          |                               | Jean Joseph Dubuquoi       |           |         |
|                                          |                               | Hubert Deny                |           |         |
| mars 2001                                | mars 2008                     | Raymond Collot (1936-2017) | DVD       |         |
| mars 2008                                | En cours (au 26 janvier 2018) | Bernard Tacquard (°1951)   |           |         |

### Budget et fiscalité 2022

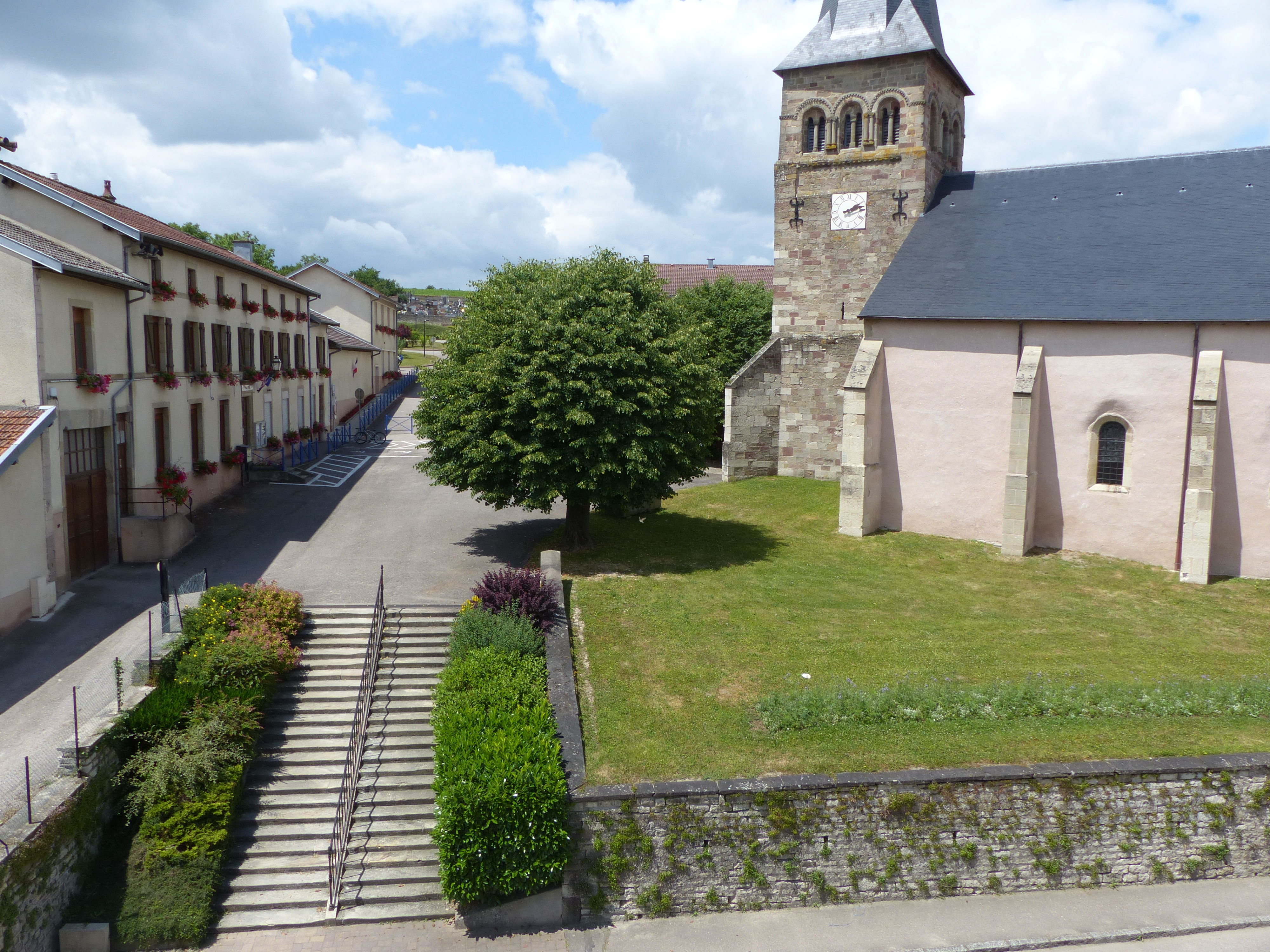
La Mairie et l'église Saint-Rémi.

En 2022, le budget de la commune était constitué ainsi :
- total des produits de fonctionnement : 487 000 €, soit 835 € par habitant ;
- total des charges de fonctionnement : 396 000 €, soit 679 € par habitant ;
- total des ressources d'investissement : 173 000 €, soit 297 € par habitant ;
- total des emplois d'investissement : 133 000 €, soit 228 € par habitant ;
- endettement : 126 000 €, soit 216 € par habitant.

Avec les taux de fiscalité suivants :
- taxe d'habitation : 22,60 % ;
- taxe foncière sur les propriétés bâties : 39,48 % ;
- taxe foncière sur les propriétés non bâties : 29,20 % ;
- taxe additionnelle à la taxe foncière sur les propriétés non bâties : 38,75 % ;
- cotisation foncière des entreprises : 20,08 %.

Chiffres clés Revenus et pauvreté des ménages en 2021 : médiane en 2021 du revenu disponible, par unité de consommation : 22 160 €.

## Économie

### Entreprises et commerces

#### Agriculture
- Culture de céréales, de légumineuses et de graines oléagineuses.
- Culture et élevage associés.
- Élevage d'autres bovins et de buffles.
- Élevage d'autres animaux.
- Exploitation forestière.

#### Tourisme
- Hébergements et restauration à Rouvres-en-Xaintoix, Mirecourt, Dombasle-devant-Darney, Contrexéville, Rugney.
- Gîtes ruraux[32].

#### Commerces
- Commerces et services de proximité.

## Population et société

### Démographie

#### Évolution démographique
L'évolution du nombre d'habitants est connue à travers les recensements de la population effectués dans la commune depuis 1793. Pour les communes de moins de 10 000 habitants, une enquête de recensement portant sur toute la population est réalisée tous les cinq ans, les populations de référence des années intermédiaires étant quant à elles estimées par interpolation ou extrapolation. Pour la commune, le premier recensement exhaustif entrant dans le cadre du nouveau dispositif a été réalisé en 2008.

En 2022, la commune comptait 568 habitants, en évolution de −6,89 % par rapport à 2016 (Vosges : −2,96 %, France hors Mayotte : +2,11 %).
| 1793 | 1800 | 1806 | 1821 | 1831  | 1836  | 1841  | 1846  | 1856 |
| ---- | ---- | ---- | ---- | ----- | ----- | ----- | ----- | ---- |
| 820  | 918  | 974  | 978  | 1 123 | 1 130 | 1 157 | 1 233 | 950  |

| 1861  | 1866  | 1876 | 1881 | 1886 | 1891 | 1896 | 1901 | 1906 |
| ----- | ----- | ---- | ---- | ---- | ---- | ---- | ---- | ---- |
| 1 010 | 1 001 | 974  | 951  | 956  | 921  | 883  | 808  | 751  |

| 1911 | 1921 | 1926 | 1931 | 1936 | 1946 | 1954 | 1962 | 1968 |
| ---- | ---- | ---- | ---- | ---- | ---- | ---- | ---- | ---- |
| 706  | 639  | 649  | 640  | 616  | 627  | 640  | 557  | 536  |

| 1975 | 1982 | 1990 | 1999 | 2006 | 2008 | 2013 | 2018 | 2022 |
| ---- | ---- | ---- | ---- | ---- | ---- | ---- | ---- | ---- |
| 588  | 555  | 552  | 603  | 595  | 593  | 610  | 577  | 568  |

### Enseignement
Établissements d'enseignements :
- Écoles maternelles et primaires à Remoncourt, Haréville, Bainville-aux-Saules, Hymont.
- Collèges à Vittel, Mirecourt, Mandres-sur-Vair, Contrexéville, Dompaire.
- Lycées à Mirecourt, Mandres-sur-Vair, Contrexéville, Harol.

### Santé
Professionnels et établissements de santé :
- Médecins à Remoncourt, Vittel, Mattaincourt, Mirecourt, Lerrain.
- Pharmacies à Remoncourt, Vittel, Mattaincourt, Mirecourt, Lerrain, Contrexéville.
- Hôpitaux à ittel, Mattaincourt, Mirecourt, Ville-sur-Illon.

### Cultes
- Culte catholique, Paroisse Saint-Basle-de-la-Plaine[39], Diocèse de Saint-Dié.

## Personnalités liées à la commune
- Saint Romaric. Né en Austrasie aux environs de 580 à Remoncourt, dans une famille de Leudes (membres de l'aristocratie mérovingienne).

## Pour approfondir